# Momoko Andō
Momoko Andō (安藤 桃子, Andō Momoko), née en 1982, est une réalisatrice japonaise. 
Elle est notamment connue pour avoir réalisé le film 0.5mm en 2014.

## Biographie
Momoko Andō a étudié au Royaume-Uni, à l'université de Londres. Son père est l'acteur Eiji Okuda, et sa mère est Kazu Andō (ja). Elle est la sœur de l'actrice Sakura Andō. Elle a fait ses débuts dans la réalisation avec Kakera: A Piece of Our Life en 2010. En 2011, elle fait également ses débuts dans le domaine littéraire, avec 0.5mm, qu'elle adaptera trois ans plus tard au cinéma. Sa sœur, Sakura Andō, y joue le personnage principal. Elle se marie en 2014.

## Filmographie partielle
- 2010 : Kakera (カケラ?)
- 2014 : 0.5 mm (0.5ミリ, 0.5 miri?)

## Distinctions
- Un prix aux 69e Mainichi Film Awards pour le meilleur scénario (pour 0.5mm)[3]
- Deux prix aux 18e New Asian Talent Award pour la meilleure réalisation et le meilleur scénario (pour 0.5mm)[4]